# الإمبراطور غوميزونو
الإمبراطور غوميزونو (باليابانية: 光仁天皇 غوميزونو تينو) (29 يونيو 1596 - 11 سبتمبر 1680) كان الإمبراطور الثامن بعد المائة في اليابان وفقا للترتيب الأباطرة. امتدت فترة حكم الإمبراطور غوميزونو في الفترة بين عامي 1611 و 1629.